# 李始榮
李 始榮（イ・シヨン、同治7年10月20日（1868年12月3日） - 1953年4月19日）は、李氏朝鮮末期から大韓帝国の官僚、大韓民国の独立運動家・政治家・教育者。大韓民国初代副大統領（1948年 - 1951年）。字は城翁、聖翁、号は省斎、始林山人。本貫は慶州李氏。李会栄は兄。

## 生涯
李朝で代々高官を務めた家に生まれる。書堂で漢学を修め、1885年に科挙に合格し官僚としての生活を始めた。1894年には、当時開化派の政治家の一人で內閣總理大臣だった金弘集の娘と結婚する。岳父が親露派の煽動によって虐殺されると一時期官職から遠ざかるものの、1905年に外部交渉部長として官職に復帰。第二次日韓協約締結には強硬に反対し、外交部長職を辞して後も官職を転々としながら日本への抵抗と近代化への啓蒙を呼びかけた。
日韓併合後暫くは朝鮮総督府に在職したものの、官職を辞めると共に一族挙げて満州へ亡命。満州在住の朝鮮人のために開拓や教育に従事するとともに、吉林省に新興武官学校を設置し独立闘争のための人材育成に携わった。1919年に大韓民国臨時政府が樹立されるとこれに加わり、財務総長・国務委員・法務委員・法務部長・財政部長・監察委員長など重職を歴任した。
第二次世界大戦後に帰国すると、ソウルに新興専門学館（現在の慶熙大学校）を開校するとともに李承晩率いる韓国独立促成中央協議会に参加。
左右両派の対立が激しくなり臨時政府系の政治家と韓国民主党や李承晩周囲の思惑が交錯する中で一時期は政界とは距離を置いた李始榮ではあったが、南北朝鮮分裂が確定的になると義弟（妹の夫）の申翼熙や池青天・李範奭・張沢相とともに南部での単独政権樹立に動いた。
李承晩らによって大韓民国政府が樹立され李承晩政権が成立すると同時に李始榮も副大統領になるが、これは韓民党への牽制としての起用という性格が濃い。朝鮮戦争では政府と共に釜山に避難するものの、国民防衛軍事件の発覚から李政権への不信を表明し1951年に副大統領を辞職した。副大統領辞職後は隠遁生活を考えていたものの、一時は出馬を打診されていた曺奉岩が自ら大統領選への出馬を表明するや、民主国民党から大統領候補として擁立されるも惨敗に終わる。その後は李政権への独裁に反対して野党政治家と呼びかけたり、逆に李政権から首相候補者として指名されるも国会から拒否されたりしたが、1953年に避難先の釜山で生涯を閉じた。朝鮮戦争が終わると国民葬が挙行され、1964年に遺体はソウルへと改葬された。

## 著作
- 感時漫語（1934年）